# One Touch of Nature (film, 1909)
Pour les articles homonymes, voir One Touch of Nature.
One Touch of Nature est un film muet américain réalisé par D. W. Griffith, sorti en 1909.

## Synopsis
Une jeune maman est attendrie en voyant une petite fille ressemblant à la sienne.

## Fiche technique
- Titre : One Touch of Nature
- Réalisation : D. W. Griffith
- Scénario : Stanner E. V. Taylor
- Société de production et de distribution : American Mutoscope and Biograph Company[1]
- Photographie : G. W. Bitzer[2] et Arthur Marvin
- Pays de production :  États-Unis
- Format[3] : Noir et blanc - Muet - 1,33:1 ou 1,37:1[2] - 35 mm[2],[4]
- Longueur de pellicule : 724 pieds (221 mètres[4])
- Durée : 12 minutes (à 16 images par seconde)[3]
- Date de sortie : 1er janvier 1909

## Distribution
Les noms des personnages proviennent de l'Internet Movie Database.
- Charles Inslee : le complice de la femme sicilienne
- George Gebhardt : l'homme à l'entrée des artistes
- Kate Bruce
- Florence Lawrence : Mme John Murray
- Arthur V. Johnson : John Murray
- Adele DeGarde
- Gladys Egan
- Marion Leonard : la femme sicilienne[2],[5]
- Harry Solter : le docteur[2],[5]
- Linda Arvidson : l'infirmière[2],[5]
- Jeanie Macpherson[5]
- Gertrude Robinson[2],[5]
- Mack Sennett[5]
- Dorothy West[5]

## Autour du film
Les scènes du film ont été tournées les 13 et 18 novembre 1908 dans le studio de la Biograph à New York.